# Verdammt, ich lieb’ Dich
Verdammt, ich lieb’ Dich ist das erfolgreichste Lied des deutschen Schlagersängers Matthias Reim, das sich im Jahr 1990 zum Millionenseller entwickelte.

## Hintergrund
Matthias Reim hatte für den Schlagersänger Bernhard Brink ein Album produziert und Electrola vorgestellt. Am 25. November 1989 gegen 14 Uhr, als es gerade regnete, erhielt Reim den Anruf eines Mitarbeiters der Plattenfirma: Es gäbe kein Geld für ihn, die Produktion werde nicht genommen. Der Mitarbeiter erläuterte nach Reims Worten: „Heutzutage geht das anders. Dieses ‚Ich lieb’ Dich, ich lieb’ Dich nicht‘ (Anm.: der Inhalt der Texte um lieben und nicht lieben) ist so eine verdammte Grütze, das kann kein Mensch mehr hören.“ Reim hatte diese Aussage mitgeschrieben, kurz danach eine Eingebung und „innerhalb einer Stunde“ den Song Verdammt, ich lieb’ Dich fertig. Polydor Records war bereit, die Aufnahme als Reims erste Single herauszubringen. Hierfür nutzte Reim ein Tonstudio in Lohne/Göttingen, das der Firma R&R Audio gehörte. Inhaber dieser Produktionsfirma wiederum waren Reim und sein Manager Alfred Reimann. Aufgenommen mit seiner zweiten Ehefrau Mago und mit Heike Neumeyer als weiblicher Begleitung entstand ein von Bernd Dietrich produzierter Song, der die Unsicherheit über die Liebe zu einer Frau zum Ausdruck bringt.

## Veröffentlichung
Die Single Verdammt, ich lieb’ Dich / Maskenball (Polydor #873 905-1) wurde am 2. April 1990 veröffentlicht. Der mit Matthias Reim befreundete Sänger Bernhard Brink vermittelte die Demoaufnahme an den ZDF-Moderator Wim Thoelke, dem die Aufnahme so gefiel, dass sie am 18. April 1990 in der Sendung Der große Preis vorgestellt wurde. Der hohe Verbreitungsgrad dieser Sendung machte die Single eines neuen Schlagersängers deutschlandweit bekannt. Zwischen dem 18. Mai 1990 und dem 6. September 1990 lag der Song 16 Wochen auf dem ersten Rang der deutschen Hitparade und war damit bis zur Ablösung durch Komet von Udo Lindenberg und Apache 207 im Jahr 2023 das erfolgreichste deutschsprachige Lied seit Einführung wöchentlicher Charts in Deutschland. Auch in den Niederlanden, Belgien, Österreich und der Schweiz wurde die Topposition erreicht. Am 21. März 1990 trat Reim mit dem Lied über zweifelnde Gefühle in der von Uwe Hübner moderierten ZDF-Hitparade auf und platzierte sich in der TED-Abstimmung auf dem dritten Platz. Zu der Zeit wäre es notwendig gewesen den ersten Platz zu erreichen, um in der Folgesendung im April erneut dabei zu sein. In der Sendung am 16. Mai 1990 trat Reim erneut mit dem Lied auf, als Nummer eins bei Media Control, was aber keinen Einfluss auf die TED-Wertung in der Sendung hatte. In der Jubiläumsgala 50 Jahre ZDF-Hitparade am 27. April 2019 stellte er den Song erneut vor. Ferner war er im April 1990 und Mai 1990 in der von Jürgen Drews präsentierten Sendung Die deutsche Schlagerparade in den dritten Programmen zu Gast und wurde durch die Postkartenwahl im April des Jahres auf den zweiten Platz gewählt und im Mai erneut vorgestellt. In Deutschland konnte sich die Single über 500.000 Mal verkaufen, damit ist Verdammt, ich lieb’ Dich einer der meistverkauften deutschen Schlager seit 1975, weltweit wurde die Single 2,5 Millionen Mal verkauft, ein ungewöhnlich hoher Umsatz für deutsche Schlager.
In die Erfolgsphase der Single hinein wurde am 15. Juni 1990 das Album Reim veröffentlicht, das in den D-A-CH-Staaten einen Umsatz von 1,7 Millionen Exemplaren erzielte und ebenfalls den ersten Rang der Charts in Deutschland und der Schweiz erreichte.
Reim sang später auch eine englische Fassung mit dem Titel I Think I Love You ein. Ebenso gab es eine spanische (Tal Vez Te Quiero), eine französische (Et Puis Je t'Aime) sowie eine italienische (Perché Ti Amao) Version.
1999 sang Reim den Song Verdammt, ich lieb’ dich immer noch, der Verdammt, ich lieb’ Dich über weite Strecken musikalisch und textlich sehr ähnlich, jedoch nicht identisch ist. Auch enthält er Zitate aus weiteren Titeln Reims wie Ich hab’ geträumt von dir. Mit diesem Song trat er auch zweimal in der ZDF-Hitparade auf.
Im April 2006 musste Reim mit 12,5 Millionen Euro Schulden Privatinsolvenz anmelden. Belastet von dieser privaten Schuldensituation, parodierte er am 24. August 2007 seinen Erfolgshit unter dem Titel Verdammt ich hab’ nix, ich miet’ bei Sixt für einen TV-Werbespot, der in den deutschen Charts Rang 66 erreichte. Seit dem 25. Juni 2010 ist Reim wieder schuldenfrei.
2021 sang Reim mit Damnit I Love You eine englische Version, im Duett mit David Hasselhoff bei der „Schlagerchallenge 2021“.

## Preise
1990 gewann das Lied den Löwen von Radio Luxemburg in Gold, damit setzte sich der Titel gegen Das erste Mal tats noch weh (Viktor Lazlo & Stefan Waggershausen) und I Promised Myself (Nick Kamen) durch.

## Kommerzieller Erfolg

### Chartplatzierungen
| ChartsChartplatzierungen | Höchstplatzierung | Wochen |
| ------------------------ | ----------------- | ------ |
| Deutschland (GfK)        | 1 (39 Wo.)        | 39     |
| Österreich (Ö3)          | 1 (23 Wo.)        | 23     |
| Schweiz (IFPI)           | 1 (24 Wo.)        | 24     |

| ChartsJahrescharts (1990) | Platzierung |
| ------------------------- | ----------- |
| Deutschland (GfK)         | 1           |
| Österreich (Ö3)           | 1           |
| Schweiz (IFPI)            | 2           |

### Auszeichnungen für Musikverkäufe
| Land/Region        | Auszeichnungen für Musikverkäufe (Land/Region, Auszeichnung, Verkäufe) | Verkäufe |
| ------------------ | ---------------------------------------------------------------------- | -------- |
| Deutschland (BVMI) | Platin                                                                 | 500.000  |
| Niederlande (NVPI) | Gold                                                                   | 75.000   |
| Österreich (IFPI)  | Platin                                                                 | 50.000   |
| Insgesamt          | 1× Gold · 2× Platin ·                                                  | 625.000  |

## Coverversionen (Auswahl)
- 1990: Fix & Fertig
- 1990: Mike Krüger (Verdammt, ich schieb dich)
- 1990: Dennis East (Dammit I love you)
- 1992: Norbert & die Feiglinge (Verdammt, Hans-Dietrich)
- 1994: Ulli Martin
- 1996: Jürgen Drews (Verdammt, ich mief’ nicht)
- 1997: Planlos
- 2002: Ich Troje (Kochaj mnie Kochaj)
- 2003: Baracuda (Damn! (Remember the Time))
- 2004: Frank Zander
- 2007: Sha feat. Matthias Reim
- 2014: Johannes Spanner
- 2018: Vanessa Mai (Teil ihrer Regenbogen Tour)
- 2020: Radio Havanna feat. Turbobier (Verdammt ich lieb dich)
- 2021: Mike Singer (Verdammt, ich liebʼ Dich)
- 2021: David Hasselhoff (Damnit I love You)[20]
- 2024: ErnstFall (Verdammt, ich liebʼ Dich)